# Loretánská kaple v Rumburku
Loretánská kaple Panny Marie v Rumburku, zvaná též Rumburská Loreta, je významná barokní památka v areálu kapucínského kláštera. Klášter včetně lorety je chráněn jako kulturní památka.

## Historie

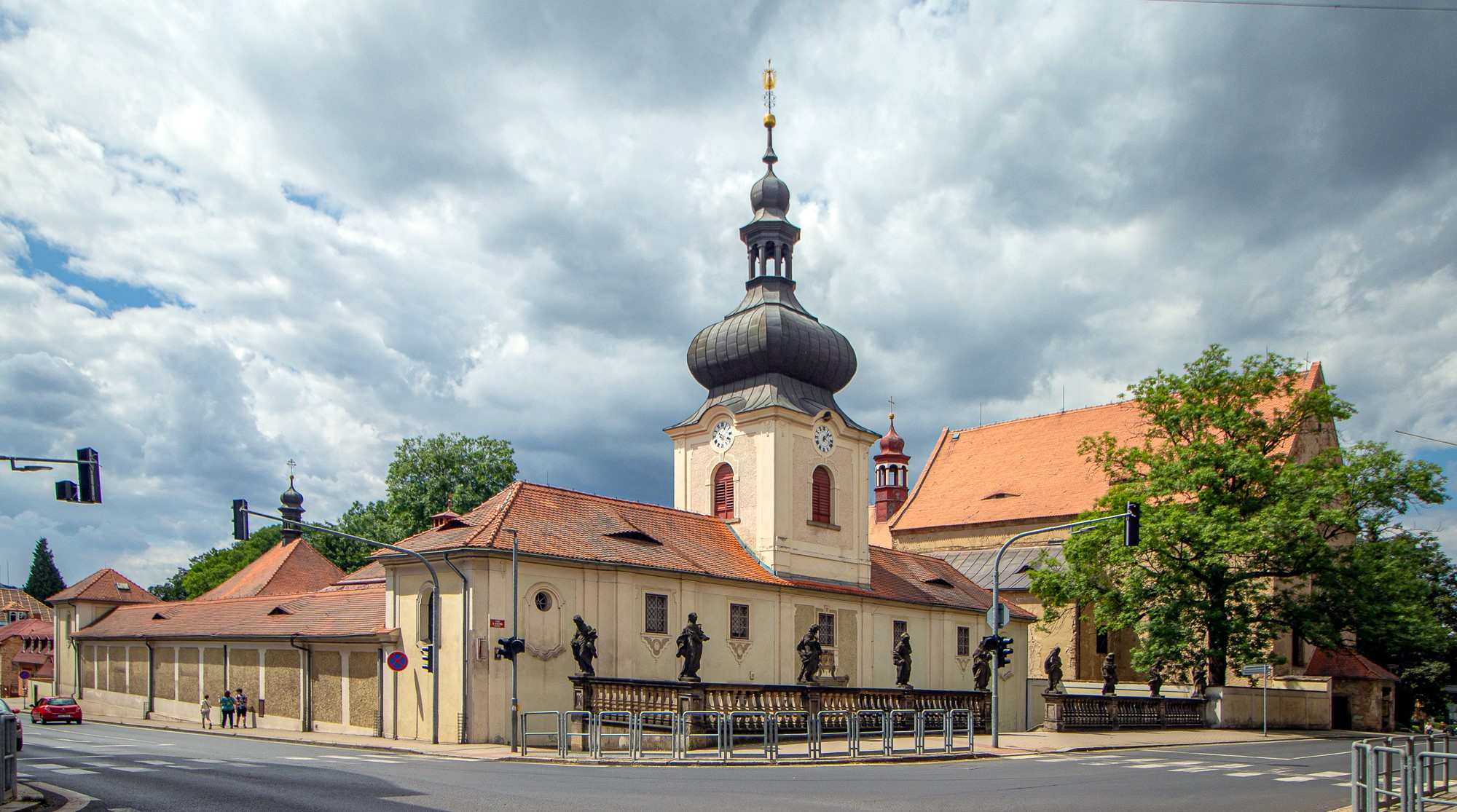
Vstup do areálu lorety

Kaple byla postavena v letech 1704 až 1709 stavitelem Janem Lukasem Hildebrandtem a na rozdíl od svého originálu, který je z mramoru, je celá z pískovce. Základní kámen položil litoměřický biskup Jaroslav Ignác ze Šternberka. Na vnější výzdobě se podílel sochař Jan František Biener(t) ze Schirgiswalde. 
Loreta je přesnou kopií svého italského originálu a je nejen nejsevernější loretou v Čechách, ale i v Evropě. Postavit ji nechal zdejší kníže Antonín Florián z Lichtenštejna.
Z pískovce jsou rovněž sochy deseti Sibyl a proroků, které jsou dílem barokního umělce Jana Františka Biener(t)a ze Schirgiswalde, který zhotovil také sochy na balustrádě před klášterem. Severní stranu zdobí sochy Sibyly libyjské a delfské, proroků Jeremiáše a Ezechiela. Reliéfy zobrazují Zvěstování Panně Marii, navštívení Panny Marie a sčítání lidu v Betlémě. Před stěnou je kamenný oltář, na kterém byla původně umístěna socha sv. Josefa.
Západní stranu zdobí sochy Sibyly perské, kumánské a eritrejské, proroků Davida a Malachiáše. Reliéry zobrazují klanění pastýřů a tří králů.
Jižní stranu zdobí sochy Sibyly sabinské a kumunské, proroků Mojžíše a Balaáma. Reliéfy zachycují smrt P. Marie a přenesení nazaretského domku ze Svaté Země do Dalmácie, a odtud do Loreta.
Uvnitř kaple se nachází socha loretánské Černé Madony s dítětem, která byla roku 1694 zhotovena v Římě a posvěcena papežem Inocencem XII. Po svém požehnání byla vystavena osm dní v italském Loretu, kde ji mohli poutníci veřejně uctít, a poté byla osobně knížetem Antonínem Florianem z Lichtenštejna přenesena do Rumburku. Nejprve byla umístěna ve farním kostele, později v kostele klášterním, a konečně 15. září 1707 byla slavnostně přenesena do lorety. Stejně jako v italské Loretě jsou i zde umístěny makety velkých votivních svící. Na levé straně je výklenek s dvířky zdobenými dřevořezbou na motivy zvěstování P. Marie. Pod novodobým oltářem je umístěna hrobka.
V roce 1771 byla instalována v malé věži loretánské kaple zvonková hra. Když se časem poškodila, byla prodána do Saska. Rumburská Loreta patří do komplexu několika staveb. Kolem lorety byly v letech 1743 až 1749 postaveny ambity (jejichž součást jsou i Svaté schody) s křížovou cestou, které jsou zdobeny malbami motivovanými životem P. Marie. Dále do komplexu patří klášterní kostel sv. Vavřince a bývalý kapucínský klášter, kde je objekt městské knihovny.